# いち髪
いち髪（いちかみ）は、クラシエ株式会社 ホームプロダクツカンパニー（旧カネボウホームプロダクツ→クラシエホームプロダクツ）が2006年9月1日から展開しているヘアケアブランドの商品名である。

## 概要
「いち髪」は『純・和草エキス』が配合されている。基本はヒオウギ（和草オイルには配合していない。）・ツバキ、そして、米のとぎ汁に由来する成分「ユスル」であるが、トリートメント、高浸透ヘアマスク、和草エッセンス、和草オイルではこれにクルミも配合している。2008年4月のリニューアルではこのうちの「ユスル」を「米プレミアムEX」としてレベルアップ。また、2010年8月にリニューアルで、イノシトールを追加して「コメプレミアムEX-II」に進化してダメージを予防する効果を加えた。2012年8月のリニューアルでインバスアイテム全品、「コメプレミアムEX-II」は「コメEX-S」に処方強化し、ラインに合わせて赤米エキス又はあんず油・茶花エキスを新配合した。（配合の和草成分については、商品ラインナップを参照） 
山桜の香りでシャンプーは3分咲き、コンディショナーは7分咲き、トリートメントアイテム全品は満開の桜をモチーフにしている。2012年8月に発売された「濃密W保湿ケア」ラインにはあんずの香りをブレンドしている。
商品名にもなっている「一髪」とは昔の言葉で、女の人の身だしなみは 一に髪を整え 二に姿を そして三に化粧ということから来ている。
なお、発売当初からカネボウ及び現在のクラシエのロゴは付いていなかったが、2010年8月のリニューアルを機にクラシエのロゴが新たに入った。

## 歴史
- 2006年
  - 6月13日 - カネボウホームプロダクツが「ゆする」と呼ばれる米のとぎ汁を用いた平安時代宮廷女性の髪の手入れ習慣に着目し、米のとぎ汁がダメージヘアに効果があることを実証した上で、新素材「ゆするエッセンス」を開発。
  - 8月中旬 - 予告編CMを放映。内容はティーザー広告の手法を取り、商品名「ICHIKAMI（いち髪）」と発売日は明かしたものの、ボトルはシルエットとなっており、詳細なデザインは明かされていなかった。
  - 9月1日 - カネボウホームプロダクツが「ユスルエッセンス」をはじめとした「純・和草エキス」を配合した「ICHIKAMI（いち髪）」シャンプー、コンディショナー、トリートメントを発売。
- 2007年
  - 3月1日 - カネボウホームプロダクツが「純・和草エキス」を高濃度配合したアウトバストリートメント「和草エッセンス」、「和草オイル」を追加発売。
  - 6月1日 - クラシエホームプロダクツに社名変更。同時期に『KaneboはKracieへ』の宣伝も兼ねて、シャンプーとコンディショナーにトリートメントのミニサイズをつけたセット品やシャンプー、コンディショナーのつめかえ用を限定販売。
  - 8月3日 - 限定販売されていたシャンプー・コンディショナーのつめかえ用を本格発売。同時に全商品をマイナーチェンジ。特に、コンディショナーのパッケージを変更（レギュラーサイズはキャップを下に移動し、ふたの部分の色を黒からピンクに、ジャンボサイズ（ポンプ）はポンプ部分の色を黒からピンクに変更）
  - 11月14日 - 加水分解コムギタンパクやサクラエキスを加えた高機能トリートメント「高浸透ヘアマスク」を追加発売。この商品には一般販売されているトリートメントでは初のつめかえ用が設定された。
- 2008年4月7日 - 「米プレミアムEX」を配合して初のリニューアルを行う。パッケージは「一」を丸で囲んだロゴタイプは廃止され、ローマ字の「ICHIKAMI」から日本語の「いち髪」に変更された。
- 2009年8月24日 - 「高浸透ヘアマスク」の後継製品「高浸透瞬密プレミアムマスク」並びに「和草モイスチャーゲル美容液」を追加発売。他の既存製品も黒米エキス（和草オイルを除く）を新配合し全品リニューアル。
- 2010年8月24日 - 全面リニューアル。「米プレミアムEX」は予防美髪成分イノシトールをプラスして「コメプレミアムEX-II」となり、シャンプー・コンディショナー・トリートメントにはサクラエキスも配合。ラインナップも強化し、従来の「和草エッセンス」は「潤濃和草エッセンス」となり、「濃密ヘアセラム」とスタイリングシリーズ4品を追加した。
- 2011年
  - 2月7日 - スライドジッパー付ポーチに封入した携帯用「シャンプー&コンディショナーミニセット」を追加発売。
  - 8月24日 - 「濃厚和草パックトリートメント」、「和草美髪トリートメント水」、「くるんとメリハリウェーブ和草ミルク」、「すとんとしっかりストレート和草ミスト」の4品を追加発売。
- 2012年8月24日 - シャンプー・コンディショナー・トリートメントの新ラインとして、「モイストチャージ処方」を採用した「濃密W保湿ケア」を発売。併せて、既存のシャンプー・コンディショナー・トリートメントは赤米エキスを配合して「なめらかスムースケア」ラインとしてリニューアルし、「高浸透"瞬密"プレミアムマスク」と「濃厚和草パックトリートメント」も同様に赤米エキスを配合してリニューアルした。なお、このリニューアルに際し、シャンプーとコンディショナーのジャンボサイズはポンプ構造を改良したことでシャワーがかかる場所など外から水が入りにくくなり、ボトルにくびれを付けた[1]。また、つめかえ用は形状を変更して幅をスリム化し、注ぎ口も改良した[2]。
- 2013年
  - 2月21日 - 5種の純度100%天然オイルをブレンドしたアウトバストリートメントヘアオイル「純・和草油」を発売。
  - 3月4日 - アウトバストリートメントの「和草美髪トリートメント水」・「潤濃和草エッセンス」・「和草オイル」、スタイリングシリーズ全アイテムをリニューアル。インバスヘアケアアイテム同様に、「コメプレミアムEX-II（「和草オイル」は「コメオイル」）」を「コメEX-S」に強化し、「和草美髪トリートメント水」、「潤濃和草エッセンス」、スタイリングシリーズには赤米エキスも配合。「潤濃和草エッセンス」は内容量を80mlから100mlに増量し、併せて、通常サイズの半分量（50ml）とした携帯用を追加。「艶をあたえる和草ゼリー」には「しっとり」を追加発売した。なお、このリニューアルに際し、「和草美髪トリートメント水」と「するするまとまる和草ウォーター」のつめかえ用のパッケージデザインを変更し、詰替える製品を区別するため、本体画像と「詰替用1.5回分」が新たに表示された[3]。
  - 8月16日 - 「濃密W保湿ケア」に茶花エキスを「浸透W保湿ケア トリートメント」比で高濃度配合するとともにゆずエキスを追加。さらに、独特の粘性を持たせた「浸透保湿地肌マッサージマスク」を発売。併せて、既存の「高浸透瞬密プレミアムマスク」はうめエッセンスを配合してリニューアルし、「なめらかスムースケア」ラインに移行。「純・和草油」には大容量の60ml入りを追加発売。
- 2014年
  - 3月10日 - アウトバストリートメントの「潤濃和草エッセンス」にしっとりタイプを追加発売。スタイリングシリーズに「潤い香る寝ぐせ直し和草シャワー」と「艶めき香る和草ヘアコロン」を発売。
  - 8月25日 - 「なめらかスムースケア」・「浸透W保湿ケア」を全品リニューアル。牡丹の根の皮から抽出したボタンピエキスを新たに配合し、黒米エキスは加水分解コメ発酵液を加えた「黒米発酵α」に処方強化。併せてサルフェートフリー処方（硫酸系界面活性剤不使用）となった。シャンプーにはさらに、あずきエキスを加え、「コメEX-S」はフィチン酸を加えて処方を強化した。同日、温感タイプのヘアトリートメント「温感補修毛先ケアパック」を発売。
- 2015年
  - 3月9日 - 「純･和草プレミアムオイル」を高濃度配合してバーム状に固め、手に伸ばした瞬間にオイル状（液状）に変化する特徴を持つアウトバストリートメント「和草保湿オイルバーム」、和草UVダメージケア成分「コメEX-UV」を配合してUVカット機能を持たせたスタイリング剤「和草UVベーススタイルミルク」、「和草UVアレンジスタイルウォーター」の3品を発売。併せて、「和草オイル」に「しっとり」を追加発売し、「潤濃和草エッセンス」・「潤濃和草エッセンス しっとり」・「和草オイル」はキューティクルスムース成分「コメスクワラン」を配合（併せて、「潤濃和草エッセンス」・「潤濃和草エッセンス しっとり」にはボタンピエキスも配合し、黒米エキスは「黒米発酵α」に強化）、「潤い香る寝ぐせ直し和草シャワー」・「艶をあたえる和草クリーム」・「すとんとしっかりストレート和草ミスト」・「くるんとメリハリウェーブ和草ミルク」は和草UVダメージケア成分「コメEX-UV」を配合して一斉リニューアル。
  - 7月17日 - シャンプー・コンディショナー・トリートメントの新ラインとして、ざくろエキスとイソフラボン含有大豆エキスを配合した「ふんわりボリュームケア」を発売。本ラインは発売当初、シャンプーとコンディショナーのレギュラーサイズが未設定であった。
- 2016年7月15日 - 「なめらかスムースケア」・「浸透W保湿ケア」・「ふんわりボリュームケア」を全品リニューアル。『純・和草エキス』に紫玄米ぬかエキスを加え、『純・和草プレミアムエキス』へ進化。パッケージは桜の花びらをイメージしたデザインに一新され、ポンプタイプはディスペンサーを改良し、浴室乾燥機による気圧変化によって中身がノズルから垂れるのを防止する構造となった。また、内容量を変更（レギュラー：200mL/200g → 150mL/150g、ジャンボ：530mL/530g → 480mL/480g、詰替用：360mL/360g → 340mL/340g、トリートメント：200g → 180g）したほか、「なめらかスムースケア」のシャンプー・コンディショナーの詰替用にはキャップ付大容量サイズの「詰替用2回分（680mL/680g）」を、「ふんわりボリュームケア」のシャンプー・コンディショナーには新規発売時には未設定だったレギュラーサイズをそれぞれ新設定した。併せて、これまでライン別に2種類あったヘアパックを1種類に集約し、えごまオイルを配合した「プレミアムヘアパック 補修&予防Wケア」も発売。
- 2017年
  - 2月24日 -
    - 日やけ止めスプレーで日本初となるSPF値・PA値最高レベルとノンシリコン処方を実現した「さらツヤつづく和草UVカットスプレー」を発売し、「和草UVアレンジスタイルウォーター」はユキノシタエキス、米ぬかロウ、ハス種子発酵液を配合し、「アレンジスタイル和草UVウォーター」に製品名を変更してリニューアル。
    - また、既存のスタイリングシリーズ4種（和草シャワー、和草クリーム、和草ミスト、和草ミルク）は、全品にユキノシタエキスを、「和草シャワー」を除く3種には米ぬかロウとハス種子発酵液を配合してリニューアル。パッケージデザインも紅に刷新された。同時に、チューブ入りのヘアワックス「和草エアリーワックス」も発売された。

  - 7月24日 - オイルタイプのアウトバストリートメント「和草ダメージリペアオイルセラム」を発売。同時に、既存のアウトバストリートメント4種（潤濃和草エッセンス、和草オイル、純・和草油、和草保湿オイルバーム）は、ピンク系のパッケージデザインに変更し、「純・和草油」を除く3種類にはコメスクワランにエゴマ油を加えたキューティクルスムースオイル成分「コメスクワランEX」に強化、「和草オイル」と「純・和草油」にはあんず油を配合し、リニューアル。
- 2018年
  - 2月16日 - 直塗りタイプのヘアキープスティック「ヘアキープ和草スティック」とフォームタイプの「ゆるふわウェーブもどし和草フォーム」を発売。
  - 7月13日 - プレミアムライン「ナチュラルケアセレクト」を発売。
- 2019年
  - 1月15日 - ブランド初の季節限定品「シャンプー&コンディショナー 春めきの香り」を発売（香りの変更に加えて、「なめらかスムースケア」に比べてサクラエキスを高配合する専用処方を採用）。シャンプー・コンディショナーのペアセット品のみの設定で、本セットの売上の一部が一般社団法人 春めき財団へ寄付される（以降、「春めきの香り」が発売される都度、同財団への寄付を継続している）[4]。
  - 2月18日 - 「ヘアキープ和草スティック」に「スーパーハード」を追加発売、同日に「柔らか質感ふんわり和草エアリーワックス」をリニューアル。チューブの色がより淡い色となり、外袋付の包装となった。
  - 7月26日 - 「なめらかスムースケア」・「濃密W保湿ケア」・「ふんわりさらさらケア（「ふんわりボリュームケア」から改名）」をリニューアル。『純・和草プレミアムエキス』が強化され、「米ぬかピュアリピッド（コメヌカ油）」、シャンプーにはさらに「ナデシコエキス」も追加。ジャンボはボトル形状が変更された。また、サイズラインナップが整理され、全てのラインに設定されていた「レギュラー」が廃止された。
- 2020年
  - 1月14日 - 前年に発売された季節限定品「シャンプー&コンディショナー 春めきの香り」を2019年7月改良時の新ボトルに変更してリニューアルされ、季節限定で再発売された[5]。
  - 3月2日 - 「純・和草プレミアムオイル」を配合したジャータイプのインバス（洗い流すタイプ）トリートメント「プレミアム ラッピングマスク」を発売。
  - 10月2日 - 「シャンプー&コンディショナー」、「ヘアキープ和草スティック」に秋季限定品「月夜に輝く月下美人の香り」を数量限定で発売（いずれの製品も既存の成分に月見草油を追加する専用処方を採用）。シャンプー&コンディショナーは「春めきの香り」同様にペアセット品のみの設定となる[6]。
- 2021年
  - 1月14日 - 季節限定品「シャンプー&コンディショナー 春めきの香り」の外装パッケージデザインを変更し、数量限定で再々発売[7]。
  - 3月19日 - プレミアムダメージケアライン「THE PREMIUM（ザ・プレミアム）」を発売[8]。
  - 7月9日 -
    - プレミアムダメージケアライン「THE PREMIUM」に洗い流さないトリートメント「4X(フォーエックス)シャインシェイク美容液オイル」を追加発売[9]。
    - 季節限定品「シャンプー&コンディショナー 涼やかな和ハッカの香り」、「ヘアキープ和草スティック 涼やかな和ハッカの香り」を数量限定で発売（いずれの製品も既存の成分に紅花オイル(サフラワー油)を追加する専用処方を採用）。シャンプー&コンディショナーはペアセット品のみの設定となる[10]。

  - 9月28日 - アウトバストリートメント4種類（潤・和草油、潤濃和草エキス、和草オイル、和草ダメージリペアオイルセラム）をリニューアル。うるおいまとまり成分の月見草油を配合したシルエットキープ処方「和草美髪ケアシステム」を採用した[11]。
  - 11月19日 - 数量限定品「15周年限定シャンプー&コンディショナー（川口春奈コラボ）」を発売（「濃密W保湿ケア」の処方をベースに、香りを「華やかで凛とした茉莉花の香り」に変え、ボトルデザインもピンク×ブラウン(シャンプーとコンディショナーで配色を変えている)をベースに、川口の愛犬であるフレンチブルドックのアムのイラストが描かれ、外箱の裏面を切り抜いてポストカードにすることも可能である）[12]。
- 2022年
  - 1月14日 - 季節限定品「シャンプー&コンディショナー 春めきの香り」の外装パッケージデザインを変更し、数量限定で3度目の再発売。今回はインバストリートメント「プレミアム ラッピングマスク」にも「春めきの香り」を設定。香りの変更に加え、サクラ葉エキス・DPG・セバシン酸ジエチルで構成された「サクラエッセンスEX」を追加し、流す際の指通りを強化した特別処方となる[13]。
  - 3月28日 - ヘアスタイリング剤の新ライン「ING(アイエヌジー)」3種（HAPPY アレンジワックス、CHIC ヘアメイクオイル、RELAX ベースメイクミスト）を発売[14]。
  - 8月26日 - 「なめらかスムースケア」と「濃密W保湿ケア」をリニューアルし、新ラインの「カラーケア&ベーストリートメント」を発売。「なめらかスムースケア」と「濃密W保湿ケア」は「純・和草プレミアムエキス」に明日葉エキスを追加するとともに、「なめらかスムースケア」は動作中の髪の乱れを抑える効果を、「濃密W保湿ケア」は動作後のまとまり効果をそれぞれ強化。ポンプはボトルの形状も変更された。また、シャンプーとコンディショナーの詰替用を減容（340mL(g)→330mL(g)、2回分:680mL(g)→660mL(g)）する一方、トリートメントは増量（180g→230g）した。「カラーケア&ベーストリートメント」はカラー褪色抑制の機能を付加し、明日葉エキス入りの「純・和草プレミアムエキス」にはえごまをプラスしている。シャンプーとトリートメントのパッケージカラーを「いち髪」初のミントグリーンとし、香りには檸檬花をブレンドしている。なお、コンディショナーは3ライン共にパッケージカラーを「なめらかスムースケア」の黒に統一され、サイドに配している和草モチーフの色（なめらかスムースケア:ピンク&ブルー、濃密W保湿ケア:オレンジ&エンジ、カラーケア&ベーストリートメント:イエロー&ブルー）で区別するようになった。
  - 10月7日 - 季節限定品として「日本の四季をたのしむシリーズ」の展開を開始。第1弾は2020年10月に発売された「月夜に輝く月下美人の香り」を約2年ぶりに数量限定で再発売。ブルー基調のボトルデザインに刷新されたシャンプー&コンディショナー（ペアセットのみの設定）に加え、数量限定品では初となる「和草ダメージリペアオイルセラム」も設定。月見草油を通常品よりも高濃度配合した特別処方となる[15]。
  - 11月11日 - 「日本の四季をたのしむシリーズ」の第2弾として、「艶やかに満ちる姫柚子の香り」を数量限定で発売。シャンプー&コンディショナー（ペアセットのみ）とトリートメントをラインナップし、いずれのアイテムにも柚子エキスを追加配合した特別処方となる[16]。
- 2023年
  - 1月13日 - 季節限定品「春めきの香り」を、「日本の四季をたのしむシリーズ」の第3弾として処方・パッケージデザインを全面刷新の上、数量限定で4度目の再発売。シャンプー&コンディショナーに加え、2022年に引き続き「プレミアム ラッピングマスク」も新パッケージデザインに変更の上設定される[17]。
  - 4月7日 - プレミアムダメージケアライン「THE PREMIUM」にヘアマスクと美容オイルを混ぜて使う2剤形タイプの洗い流すトリートメント「Wケアブースター 美容オイルマスク」を発売[18]。
  - 5月15日 - 2021年7月に発売された季節限定品「涼やかな和ハッカの香り」を「日本の四季をたのしむシリーズ」の第4弾として処方・パッケージデザインを全面刷新の上、約2年ぶりに数量限定で再発売。シャンプー&コンディショナー、ヘアキープ和草スティックに加え、今回は寝ぐせ直し和草シャワーにも「涼やかな和ハッカの香り」がラインナップされた[19]。
  - 5月26日 - プレミアムダメージケアライン「THE PREMIUM」に温泉水をうるおい成分として配合した「Luxury time for sleep」を数量限定で発売（シャンプーとトリートメントのセット品のみの設定で、「Wケアブースター 美容オイルマスク」1包も同梱される）[20]。
  - 7月14日 - 「プレミアムラッピングマスク」をリニューアル。併せて、「カラーケア&ベーストリートメント」のシャンプー、コンディショナーの詰替用2回分も追加発売された[21]。
  - 8月4日 - プレミアムダメージケアライン「THE PREMIUM」に温泉水配合の数量限定品第2弾として「Time for happiness」を発売（シャンプーとトリートメントのセット品のみの設定で、「Wケアブースター 美容オイルマスク」1包も同梱される）[22]。
  - 8月25日 - 「日本の四季をたのしむシリーズ」の「月夜に輝く月下美人の香り」をパッケージデザインを変更の上、数量限定で再発売。「和草ダメージリペアオイルセラム」はキャップの色が2022年仕様の金から青に変更された[23]。
  - 10月27日 - 「日本の四季をたのしむシリーズ」の「艶やかに満ちる姫柚子の香り」をパッケージデザインを変更の上、数量限定で再発売[24]。

## 商品ラインナップ
- インバスヘアケア
  - なめらかスムースケア
    - シャンプー（ポンプ480mL/詰替用330mL/詰替用2回分660mL）
    - コンディショナー（ポンプ480g/詰替用330g/詰替用2回分660g）
    - シャンプー&コンディショナーミニセット（シャンプー40mL+コンディショナー40g）
    - トリートメント（180g）

  - 濃密W保湿ケア
    - シャンプー（ポンプ480mL/詰替用330mL/詰替用2回分660mL）
    - コンディショナー（ポンプ480g/詰替用330g/詰替用2回分660g）
    - シャンプー&コンディショナーミニセット（シャンプー40mL+コンディショナー40g）
    - トリートメント（180g）

  - カラーケア&ベース
    - トリートメントinシャンプー（ポンプ480mL/詰替用330mL）
    - トリートメントinコンディショナー（ポンプ480g/詰替用330g）
    - トリートメント（230g）

  - スペシャルケア
    - プレミアム ラッピングマスク（200g）

  - THE PREMIUM シルキースムース
    - エクストラダメージケアシャンプー（ポンプ480mL/詰替用340mL）
    - エクストラダメージケアトリートメント（ポンプ480g/詰替用340g）
    - トライアルセット（シャンプー10mL+トリートメント10g）

  - THE PREMIUM シャイニーモイスト
    - エクストラダメージケアシャンプー（ポンプ480mL/詰替用340mL）
    - エクストラダメージケアトリートメント（ポンプ480g/詰替用340g）
    - トライアルセット（シャンプー10mL+トリートメント10g）

- アウトバストリートメント
  - THE PREMIUM 4Xシャインシェイク美容液オイル（60mL）
  - 和草ダメージリペアオイルセラム（60mL）
  - 潤濃和草エッセンス（100mL）
  - 和草オイル（50mL）
  - 純・和草油（40mL）

- スタイリング剤
  - ING HAPPY アレンジワックス（28g）
  - ING CHIC ヘアメイクオイル（28mL）
  - ING RELAX ベースメイクミスト（28mL）
  - ヘアキープ和草スティック スーパーハード（13g）
  - ヘアキープ和草スティック ナチュラルキープ（13g）
  - 柔らか質感ふんわり和草エアリーワックス（80g）
  - 芯からうるおいまとまる和草クリーム（150g）　※旧製品名：艶をあたえる和草クリーム さらり軽やかタイプ
  - ストレート&カール アレンジ和草ミスト（150mL）
  - ナチュラルウェーブ アレンジ和草ミルク（150mL）

- 寝ぐせ直し用スタイリング
  - 髪&地肌うるおう寝ぐせ直し和草シャワー（250mL/詰替用375mL）　※旧製品名：潤い香る寝ぐせ直し和草シャワー さらりなめらかタイプ

### 販売終了品
- ふんわりさらさらケア - 2022年9月製造終了
  - シャンプー
  - コンディショナー
  - トリートメント
- なめらかスムースケア 高浸透瞬密プレミアムマスク
- 濃密W保湿ケア 浸透保湿地肌マッサージマスク
- ナチュラルケアセレクト スムース
  - シャンプー - 2022年3月製造終了
  - トリートメント - 2022年3月製造終了
  - ヘアパック - 2021年9月製造終了
  - シャンプー&トリートメント ミニパウチ
- ナチュラルケアセレクト モイスト
  - シャンプー - 2022年3月製造終了
  - トリートメント - 2022年3月製造終了
  - ヘアパック - 2021年9月製造終了
  - シャンプー&トリートメント ミニパウチ
- プレミアムヘアパック 補修&予防Wケア - 2019年9月製造終了
- 温感補修毛先ケアパック（スムースタイプ/濃密保湿タイプ）
- 濃厚和草パックトリートメント
- 和草美髪トリートメント水 潤艶水
- 潤濃和草エッセンス（携帯用50mL）
- 潤濃和草エッセンス（しっとり）
- 和草オイル（しっとり）
- 和草モイスチャーゲル美容液
- 純・和草油
- 濃密ヘアセラム
- フワッとゆるやか ウェーブ和草ゼリー
- ふんわり軽やか ストレート和草ゼリー
- するするまとめる和草ウォーター
- 潤い香る寝ぐせ直し和草シャワー しっとりしなやかタイプ
- 艶をあたえる和草クリーム しっとりまとまるタイプ
- 和草UVベーススタイルミルク
- 艶めき香る和草ヘアコロン（桜の香り/あんずと桜の香り）
- 和草保湿オイルバーム - 2019年9月製造終了
- さらツヤつづく和草UVカットスプレー
- すとんとしっかりストレート和草ミスト
- くるんとうるおいツヤウェーブ和草ミルク（旧製品名:くるんとメリハリウェーブ和草ミルク）
- ゆるふわウェーブもどし和草フォーム - 2022年3月製造終了
- 柔らか質感ふんわり和草エアリーワックス - 2022年3月製造終了
- アレンジスタイル和草UVウォーター（旧製品名:和草UVアレンジスタイルウォーター） - 2022年3月製造終了

## CMキャラクター

### 現在
- 永野芽郁（2022年9月9日 -）[25]

### 過去
- 深津絵里（2006年9月 - ）
- 石原さとみ（2007年6月 - ）
- 倖田來未（2010年9月 - 2011年8月）
- 中谷美紀（2011年8月 - 2012年8月）
- 堀北真希（2012年8月30日 - 2016年7月）
- 神木隆之介（2016年7月15日 -）
- 川口春奈（2016年7月15日 -）

ご当地限定「いち髪な人」キャンペーンについて
2008年4月のリニューアル時に地区7エリアのテレビ局（テレビ東京・日本テレビ系列の中から、以下の「オーディション開催局一覧」のテレビ局）とタイアップでオーディションを行い、選ばれた一般人がテレビCMに登場。このテレビCMは各地域のテレビ局並びにキャンペーンサイトで放映された。
＜オーディション開催局一覧＞
- 北海道地区：テレビ北海道（テレビ東京系列）
- 東北地区：ミヤギテレビ（日本テレビ系列）
- 関東地区：テレビ東京
- 中部地区：テレビ愛知（テレビ東京系列）
- 関西地区：読売テレビ（日本テレビ系列）
- 中国・四国地区：西日本放送（日本テレビ系列）
- 九州地区：TVQ九州放送（テレビ東京系列）

その後、しばらく放映はされなかったが、「高浸透瞬密プレミアムマスク」が発売されたときには専用のCMが放映されていた。なお、上述の通り、全面リニューアルに伴って約3年ぶりにCMキャラクターを起用し、以降も交代を行いながら継続されている。

## CMソング
- 久石譲 - Venuses （2006年9月 - ）
- KOBUDO -古武道- - 風の都（2007年6月 - ）
- 倖田來未 - 好きで、好きで、好きで。（2010年9月 - 2011年3月、同年9月22日にあなただけがとの両A面シングルとしてリリース）
- 倖田來未 - 逢いたくて（2011年4月 - 2011年8月、同年3月2日にリリースされたアルバム「Dejavu」の収録曲）
- ATSUSHI（EXILE） - You're my "HERO"（2011年9月 - 2012年3月）
- ATSUSHI（EXILE） - ふるさと（2012年3月 - 2012年8月、当初は未発表だったが、同年3月30日にデジタル・ダウンロード規格(配信シングル曲)としてリリース）
- 秦基博 - 恋はやさし野辺の花よ（2015年7月 - ）
- COMPLEX - BE MY BABY（2019年2月 - ）[26]
- ヤバイTシャツ屋さん - 泡 Our Music（2020年3月 - ）
- YOASOBI - 好きだ（2022年9月 - ）[25]